# Anomalon menlongelum
Anomalon menlongelum là một loài tò vò trong họ Ichneumonidae. Loài này được Wang mô tả khoa học đầu tiên năm 1982.